# C’est la guerre
A C’est la guerre Petrovics Emil egyfelvonásos operája. Szövegkönyvét Hubay Miklós írta. Ősbemutatójára 1961. augusztus 17-én került sor a Magyar Rádióban. Az Operaház 1962. március 11-én játszotta először.

## Szereplők
| Szereplő                                          | Hangfekvés   |
| ------------------------------------------------- | ------------ |
| Férj, főmérnök egy hadiüzemben                    | bariton      |
| Feleség                                           | szoprán      |
| Szökevény                                         | tenor        |
| Vizavi, öreg, béna nyugdíjas ezredes              | tenor        |
| Házmesterné, egy, a családját vesztett hadiözvegy | mezzoszoprán |
| Őrnagy                                            | bariton      |
| Főhadnagy                                         | tenor        |
| Hadnagy                                           | bariton      |
| Csendőr                                           | basszus      |
| Német katonák a színfalak mögött                  | férfikar     |

## Cselekménye
Ki kellett írni magamból a háború élményét.
Helyszín: Egy budapesti bérház lakása.
Idő: 1944 második fele.

### Előjáték
[A függöny előtt]
A történet egy budapesti bérházban,  a második világháború utolsó hónapjaiban játszódik. Az előjátékban két ellentétes karakterű figurát ismerünk meg. Egyrészt egy nyugalmazott ezredest, Vizavit, akit béna lábai kerekesszékhez kötnek. A volt tiszt azzal múlatja idejét, hogy távcsővel lesi a szemközti lakások ablakait. Katonaköteles férfiak után kutat, majd feljelenti és elviteti őket, hogy aztán egyedül maradt feleségüket a maga módján, gramofonlemezei kíséretében „megvigasztalja”. Vizavi szövetségese a Házmesterné. Ő is áldozatokra vadászik, akiket feljelenthet, de neki a rombolás másfajta kielégülést nyújt: férje az első világháborúban esett el Doberdónál, két fia pedig Voronyezsnél lelte halálát. A gyásztól s fájdalomtól mániákussá vált Házmesterné bosszút esküszik minden férfi és asszony ellen. Úgy érzi, „nyomozásaival” és feljelentéseivel a sors akaratát teljesíti be: vesszen el mindenki, ha az ő szeretteinek veszni kellett!  Vizavi és a Házmesterné  „vadászterülete” jelenleg a negyedik emelet három.

### A színpadon
A negyedik emelet háromban Férj és Feleség beszélget. A Férj  „orvosi igazolással” szeretné otthon átvészelni a háború utolsó hónapjait. Éjszakái nyugtalanok, mert egy katonaszökevény barátját rejtegeti. Statárium van: ha elkapják őket azonnal halál a büntetésük. A Feleség igyekszik a feszült helyzetben harmóniát teremteni.
A Szökevény, éppoly feszült, mint a Férj, hiszen tétlenségre, bujkálásra van ítélve. Az utcáról német katonainduló hangzik fel. A Szökevény szemrehányást tesz magának, hogy veszélybe sodorta barátait. Csengetnek. Három katonatiszt lép be. A Férjért jöttek, valamit sürgősen el kell intézni az üzemben. Valójában arról van szó, hogy az Őrnagy szemet vetett a Feleségre, s a Férj távollétét akarja a légyotthoz felhasználni. Az Őrnagy „véletlenül” a lakásban felejti aktatáskáját. A Férj bensőségesen, de rosszat sejtve búcsúzik feleségétől.
A Szökevény elképzeli, milyen féltékeny lehet most rá a tisztekkel eltávozott Férj. Hosszabb beszélgetés azonban nem bontakozhat ki a Feleséggel, mert újra csengetnek.
Az Őrnagy jön vissza, „ottfelejtett” aktatáskája ürügyén. Rámenősen udvarolni kezd az asszonynak. A Feleség csak úgy tud megszabadulni tőle, hogy „véletlenül” leejti az utcára a tiszt bizalmas iratokat rejtő aktatáskáját. Az Őrnagy ész nélkül elrohan utána.
A Feleség és a Szökevény magukra maradnak. Beszélgetésükből kölcsönös vonzalom árad, amely többet sejtet a barátságnál. Ismét csengetnek.
A Házmesterné jön a lakbérért. Újra elmeséli szomorú életét. A Feleség sajnálja, de fél is az asszonytól, és több pénzt ad neki, hogy mihamarabb megszabaduljon tőle. A Házmesterné azonban nem tágít. Gyanakodva szaglászik a lakásban. Észreveszi, hogy három csésze van az asztalon. Vajon ki ivott a harmadikból?  A Házmesterné diadalmasan távozik.
A Szökevény úgy érzi, a Házmesterné tud jelenlétéről. Hirtelen elhatározza, hogy elhagyja a házaspárt, nehogy lebukjanak. A Feleség marasztalja. Nem tudnak parancsolni izzó szenvedélyüknek, átölelik egymást.
A Házmesterné a tábori csendőrségért rohan, majd betör a lakásba ahol a Szökevény karjaiban találja a Feleséget.
A három tiszt is visszaérkezik a Férjjel. A Férj, hogy a helyzetet mentse, úgy állítja be a szituációt, mintha in flagranti érte volna feleségét a szeretőjével. Ki akarja dobni a lakásból (felcsillantva ezzel a menekülés lehetőségét), a  Szökevény azonban nem távozhat, mert a Házmesterné már hozza is a bűnjelet: az elrejtett katonaruhát. A Szökevényt és a Férjet elvezetik.
Az Őrnagy egyedül marad a Feleséggel. A légyottot immár nem zavarhatja meg semmi. Az utcáról két sortűz hallatszik: C’est la guerre… (ilyen a háború !), jegyzi meg cinikusan a tiszt. A  Feleség kihátrál az erkélyre, és a mélybe veti magát.

### Utójáték
[A függöny előtt]
A Házmesterné és Vizavi elégedetten kommentálják a történetet, majd új áldozat reményében az ötödik emelet négy felé fordítják a  figyelmüket.

## Diszkográfia
- Radnai György, Dunszt Mária, Ilosfalvy Róbert, Réti József, Gombos Éva, Faragó András, Palcsó Sándor, Dene József, Bódy Tivadar; Magyar Állami Operaház Ének- és Zenekara, vezényel: Blum Tamás (1964) Hungaroton HCD 31958